# Pyrazolon
Pyrazolon is een chemische verbinding, afgeleid van pyrazool. In vergelijking met pyrazool heeft pyrazolon een ketogroep (C=O) aan een koolstofatoom dat verbonden is met een stikstofatoom; dat maakt van pyrazolon een lactam.

Pyrazool, met nummering van de atomen
3-pyrazolon
5-pyrazolon

Pyrazolon vertoont isomerie, daar de ketogroep aan twee koolstofatomen kan voorkomen (voor de nummering zie de afbeelding van pyrazool):
- 3-pyrazolon heeft de IUPAC-naam: 1,2-dihydropyrazol-3-on en CAS-nummer 137-45-1.
- 5-pyrazolon heeft de IUPAC-naam: 1,4-dihydropyrazol-5-on en CAS-nummer 137-44-0.

De brutoformule van deze pyrazolonen is C3H4N2O. Hun molaire massa is 84,08 g/mol.

## Derivaten van pyrazolon

### Ingeneesmiddelen

fenazon of antipyrine

Een groep van pyrazolon-derivaten is gedurende vele jaren gebruikt als niet-steroïdale ontstekingsremmers, maar wordt inmiddels weinig of niet meer gebruikt vanwege ernstige nevenwerkingen. Deze kunnen onder meer irreversible agranulocytose veroorzaken.
Tot die groep behoren:
- fenylbutazon
- oxyfenbutazon
- antipyrine
- aminopyrine
- dipyron.

### Inkleurstoffenenpigmenten

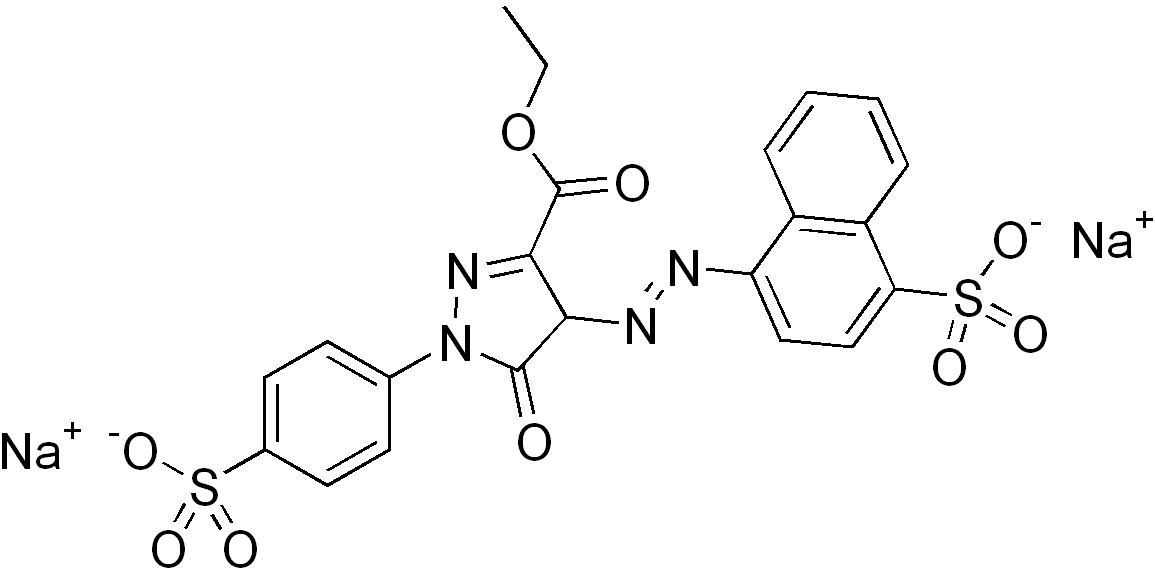
Orange B

3-methyl-5-pyrazolon (CAS-nummer 108-26-9) en daarvan afgeleide stoffen zoals 1-fenyl-3-methyl-5-pyrazolon (CAS-nummer 89-25-8) zijn intermediaire verbindingen voor azokleurstoffen, waaronder:
- tartrazine
- Geel 2G
- Sudan Yellow 3G (CAS-nummer 4314-14-1)
- Orange B (CAS-nummer 15139-76-1)
- Mordant Red 19 (CAS-nummer 25746-81-0)
- Pigment Orange 13 (C.I. 21110; CAS-nummer 3520-72-7).